# Astaena sulcatipennis
Astaena sulcatipennis är en skalbaggsart som beskrevs av Blanchard 1850. Astaena sulcatipennis ingår i släktet Astaena och familjen Melolonthidae. Inga underarter finns listade.